# Беллингсгаузены
Беллингсгаузен (нем. von Bellingshausen) — древний прибалтийский дворянский род.
Грамотой Шведской королевы Кристины, от 30 июля (8 августа) 1661 года шведский генерал-майор от кавалерии, лифляндский ландрат Иоанн-Эбергардт фон-Беллингсгаузен возведён, с нисходящим его потомством в баронское достоинство королевства Шведского. Потомки его, по поступлении в российское подданство, именованы баронами. Определением Сената от 5 сентября 1855 года, утверждённым императором 20 декабря 1865 года за эстляндской дворянской фамилией фон-Беллингсгаузен признан баронский титул. Определением Сената, от 20 декабря 1876 года, утверждены в баронском достоинстве с внесением в V часть Родословной книги подполковник барон Пётр Фёдорович Беллингсгаузен, жена его Мария Николаевна, в девичестве Забела и дети их: Николай, Надежда, Ольга, Анастасия и Александра.
Наиболее известный представитель — Фаддей Фаддеевич Беллингсгаузен (Фабиан Готтлиб Таддеус фон Беллингсгаузен; 1778—1852) — российский мореплаватель, один из первооткрывателей Антарктиды.